# Svend Høra
Svend Høra var iflg. et sagn en dansk sørøverhøvding der dræbtes ved Drastrup i 1100.
Iflg. sagnet plyndrede han sammen med sin sørøverbande langs Randers Fjord, men bønder fra Rougsø spærrede dem tilbagevejen ved med træstammer at dæmme fjorden nær Uggelhuse. Der angreb bønderne sørøverne og dræbte dem alle bortset fra Svend Høra, som de i stedet hængte fra en galge på en høj ved Ørnebjerg. Højen kaldtes derefter Svendshøj, og kløften derved Svendsdal.
I 1784 troede historikeren Peter Friderich Suhm at Svend Høra var en konge, hvorfor han mente ham identisk med den sønderjyske konge Svend Langfod, og at denne i Svendsdal var blevet dræbt i et slag og begravet der i 900.